# Amelius
Amelius (altgriechisch Amelios) ist ein männlicher Vorname.

## Herkunft und Bedeutung
Amelius war ursprünglich Spitzname, abgeleitet von altgriechisch amelḗs „sorglos“, „nachlässig“. Im Mittelalter (etwa in der Erzählung Amicus und Amelius) war der Name in Frankreich verbreitet.
Der Familienname Amelius ist eine Gräzisierung des deutschen Namens Achtsnicht bzw. Achtsynit.

## Varianten
Von Amelius leiten sich die Vor- und Familiennamen Melis, Melius und Melliges her. Weibliche Varianten sind Amelie und Amelia.

## Namensträger
- Amelios Gentilianos, Philosoph, 3. Jahrhundert
- Amelius von Paris, Bischof von Paris, 6. Jahrhundert
- Amelius I. von Tarbes, Bischof von Tarbes (Bigorre), 6. Jahrhundert
- Amelius II. von Tarbes, Bischof von Tarbes, 10. Jahrhundert
- Amelius I. von Albi, Bischof von Albi, 10. Jahrhundert
- Amelius II. von Albi, Bischof von Albi, 11. Jahrhundert

- Ernest Amelius Rennie (1868–1935),  britischer Diplomat sowie Vorsitzender der Interalliierten Kommission für das ostpreußische Abstimmungsgebiet Allenstein

## Familienname
- Georg Amelius († 1541), Jurist, Professor und Rektor der Universität Freiburg
- Martin Amelius (auch Martin Amelius von Niefernburg); (1526–1592), Kanzler der Markgrafschaft Baden-Durlach